# Michel Lasne

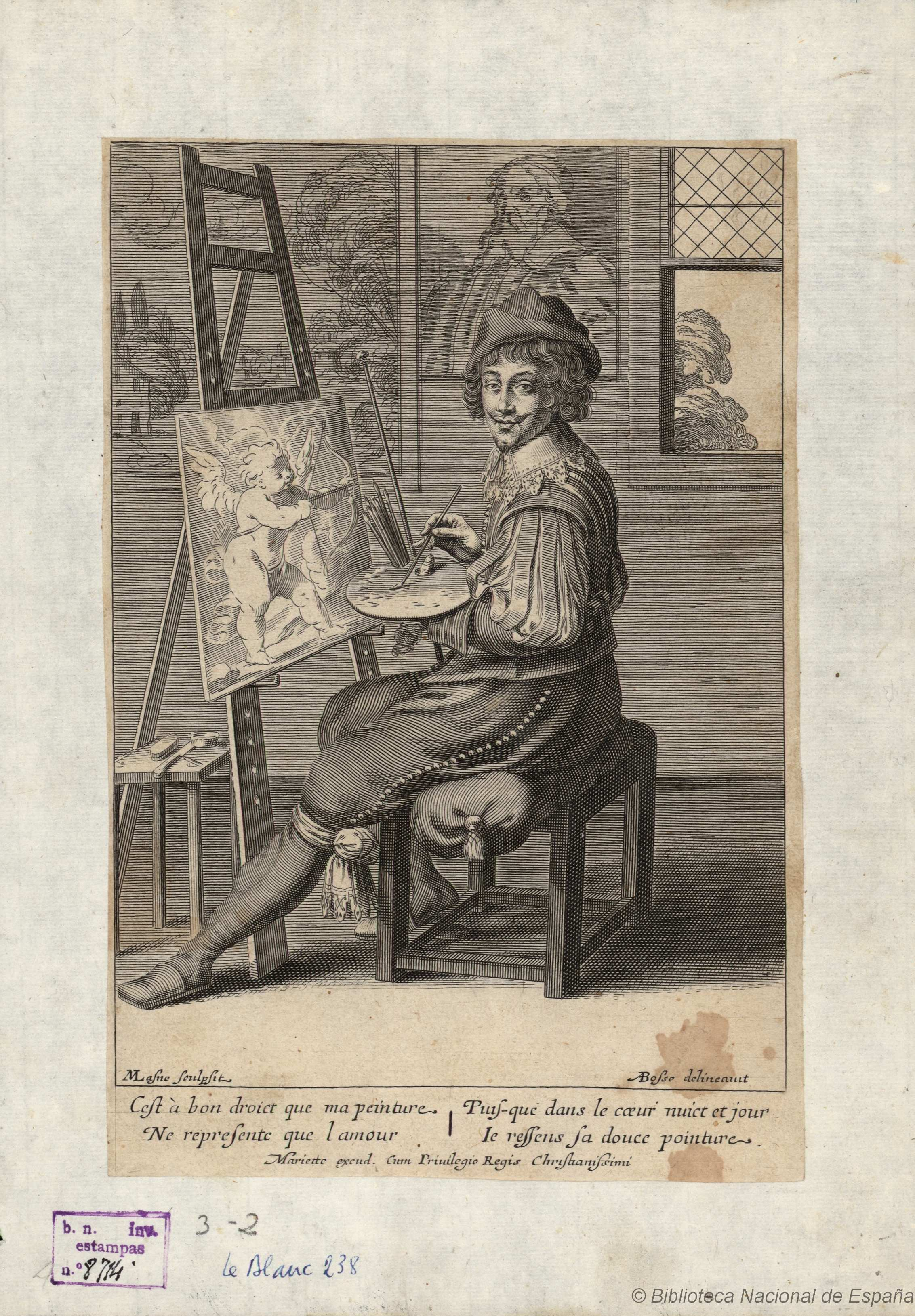
Michel Lasne

Michel Lasne (Caen, 1590 - Parijs, 1667) was een Frans graveur, werkzaam in de Zuidelijke Nederlanden.

## Biografie
Michel Lasne was de zoon van een goudsmid. Zijn eerste gravure maakte hij in opdracht van Jean de Montlyard in 1611. Het is een voorblad voor het boek ‘Mythologie’. Vanaf 1617 werd Lasne opgenomen in het Antwerpse Sint-Lucasgilde. Hij was tot in 1620 werkzaam in Antwerpen in het atelier van Rubens.

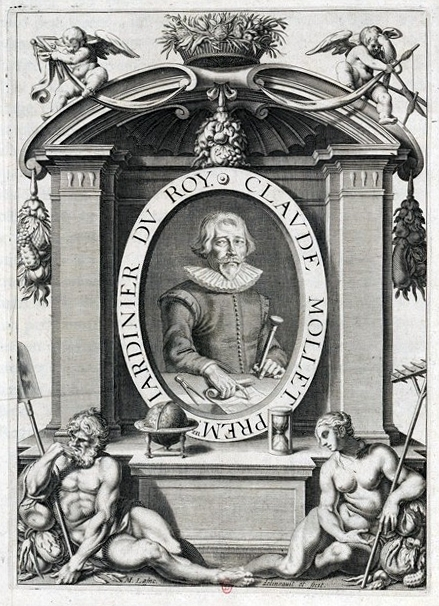
Gravure van Claude Mollet gemaakt door Michel Lasne.

Pieter Paul Rubens wendde zich tot hem in de hoop dat hij in hem een perfecte vertolker van zijn schilderijen en tekeningen vond. De stijl van Lasne was, volgens Rubens, echter te hard en niet soepel genoeg om de dynamiek van de schilderijen over te dragen naar de gravures.  
Vanaf 1621 was Lasne terug aanwezig in Frankrijk, zijn geboorteland. In 1630 kreeg hij bezoek van Lucas Vorsterman die zijn graveerstijl beïnvloedde. Deze werd soepeler en minder hard van vorm en lijn. Michel Lasne werd in 1633 hofgraveur. Hij graveerde 23 portretten van de familie van Lodewijk XIII.  
Michel Lasne zou tijdens zijn hele leven 759 gravures in totaal vervaardigd hebben.  

## Gravures
- ‘Kuise Suzanna’ naar Pieter Paul Rubens.
- ‘Sint Franciscus a Paulo’ naar Pieter Paul Rubens.
- ‘Man van Zorgen’ naar Titiaan.
- ‘Maagd en Kind’ naar Francesco Albani.